# Ноосферологія
Ноосферологія — сучасна комплексна наукова дисципліна, яка формується в міждисциплінарному просторі природознавства, гуманітарного знання, соціальних наук і філософії.
Предмет ноосферології — ноосфера — взаємопов'язана комплексна конструктивна діяльність людей у планетарному масштабі.
Основоположна тема ноосферних досліджень — механізми прискорення трансформації біосфери в ноосферу.
Характерні риси ноосферології — міждисциплінарність й енциклопедичне охоплення найрізноманітніших галузей природнонаукового, соціального й гуманітарного знання. Ноосферологія сприяє формуванню сучасного наукового світогляду, забезпечує розуміння основних принципів розвитку суспільства й оптимізує екологічне мислення.

## Генеза ноосферології
- Класичний етап — 20-40 рр. ХХ ст. — дослідження Леруа, Тейяра де Шардена, В. І. Вернадського

Розвиток ноосферного вчення пов'язаний в першу чергу з іменем природознавця, мислителя, засновника геохімії, біогеохімії та радіогеології Володимира Івановича Вернадського (1863 — 1945). Поняття «ноосфера» було запроваджене професором математики Сорбонни Едуардом Леруа та геологом, палеонтологом — еволюціоністом й католицьким священиком П'єром Тейяром де Шарденом (1870—1954).
- 60-80-ті рр. ХХ ст. — дослідження М. М. Моїсеєва
- Вчення про ноосферу на сучасному рівні — XXI ст., дослідження М. В. Багрова, В. О. Бокова, В. В. Буряка